# Philipp Lenard
Philipp Eduard Anton von Lenard (n. 7 iunie 1862, Pozsony, Imperiul Austriac – d. 20 mai 1947, Lauda-Königshofen, Baden-Württemberg, Germania) a fost fizician german, profesor universitar la Breslau (Wrocław) și la Heidelberg, laureat al Premiul Nobel pentru Fizică în anul 1905, pentru munca sa în domeniul razelor catodice.

## Biografie
Philipp Lenard s-a născut la Pressburg (astăzi Bratislava, Slovacia), Austro-Ungaria, pe 7 iulie 1862. A studiat cu  Bunsen și Helmholtz, și a obținut doctoratul în anul 1886 la Universitatea Heidelberg. După posturile de la Aachen, Bonn, Breslau, Heidelberg (1896-1898), și Kiel (1898-1907), revine la Universitatea din Heidelberg  în 1907. 
Philipp Lenard a studiat comportamentul în aer, în afara tubului, a gazelor ionizate. A cercetat fotoelectricitatea, fosforescența și radiațiile catodice (radiațiile Lenard). A demonstrat că electronii pot străbate straturi relativ groase de substanță solidă, dovedind structura lacunară a atomilor. 
În cercetările sale a utilizat un tub de raze catodice precursor al tubului cu raze X. 
În anul 1905 a primit  Premiul Nobel.
Ideologii nazismului din Germania au susținut că teoria relativității este indisolubil legată de materialism și marxism. Cel mai notabil dintre ei a fost Lenard. Lenard devenise șeful Deutsche Physik („fizica ariană”), filosofie a științei care respingea contribuțiile lui Albert Einstein și ale altor fizicieni evrei drept „fizică evreiască”. El nu i-a iertat niciodată lui Einstein faptul că a descoperit mecanismul efectului fotoelectric, pe care Lenard îl detectase experimental, dar nu putuse să-l explice teoretic.
Lenard a denumit teoriile lui Einstein „fraudă evreiască”. Lenard ura în special fizica bazată pe matematică avansată. Lenard, în special și în general fizicienii experimentaliști ai acelui timp nu înțelegeau matematica avansată. Ei își descriau observațiile din laborator în proză, mai degrabă decât matematic.